# 阪田恒四郎
阪田 恒四郎（さかた つねしろう、安政4年（1857年）7月 - 昭和19年（1944年）3月5日）は、日本の実業家、サカタインクス創業者。俳人。大中寅二は女婿、阪田寛夫は孫、大浦みずきは曾孫にあたる。

## 来歴・人物
阪田家は、代々紺屋の屋号で安芸国忠海（現在の広島県竹原市忠海）で海運業を営んでいた。恒四郎の父・林助は少年期に大坂へ出て幕府御用商の銅精錬所に奉公。恒四郎は大坂で生まれるが文久元年（1861年）、父の帰郷と共に4歳から広島忠海で育つ。23歳で広島県豊田郡役所に書記として採用される。恒四郎の次男・阪田素夫（阪田寛夫の父）他、のちに家業を継ぐ五男のうちの3人はいずれも忠海生まれ。明治28年（1895年）退職して広島市で銀行員となる。翌、明治29年（1896年）38歳の時、運送業を始めようと千円持って上阪。大阪駅前の運送店の買取り交渉を始めたが難航。その頃、新聞インキの製造販売を知り合いに勧められる。新聞事業の発展性を強く感じていたこともあって計画を変更して、インク製造事業に賭けてみようと同年、大阪九条村（現在の大阪市西区）に日本で初めてとなる新聞インキ専業メーカー・阪田インキ製造所（現・サカタインクス）を創業した。明治39年（1906年）阪田商会に改称。還暦に達した大正6年（1917年）、次男の素夫に家業を譲って隠居生活に入り俳句を楽しんで余生を送った。俳号は桃雨。孫の阪田寛夫は恒四郎に顔もよく似ており、気質や文芸の才能は恒四郎から受け継いでいるといわれる。　

## 逸話
- 恒四郎は運送業を始めようと大阪に出て来たが、大阪駅前の運送店の買取り交渉が上手くいかず、たまたま入った上福島の居酒屋で、「これからは何といっても新聞社相手の商売に限る」と放言する男と居合わせた。話を小耳にはさんだまま妙に気がかりで、翌日また同じ店を訪ねると、やっぱり同じ男が同じ話をしている。素性も知れぬその男の技術を買うという形で、恒四郎は有り金をはたいて長屋を借り、土間に釜と石臼を据えて、即席の新聞インキ製造業を始めた[12][8]。これが日本初の新聞インキ専業メーカー・阪田インキ製造所（現・サカタインクス）のスタートである[1][10]。幸いにもその男は大阪一のインキ屋の親方と喧嘩別れしたばかりの職人で、鉱油の中に松脂を入れる親方秘伝の技術を心得ていて、インキ製造は成功して、やがてこの居酒屋の男の予言通り、新聞社の拡大と歩調を合わせて事業も繁盛した[13]。恒四郎は二十年間で会社を大きく成長させ、業界に揺るぎない地盤を築いた[7]。